# Delegation der Europäischen Union für die Ukraine

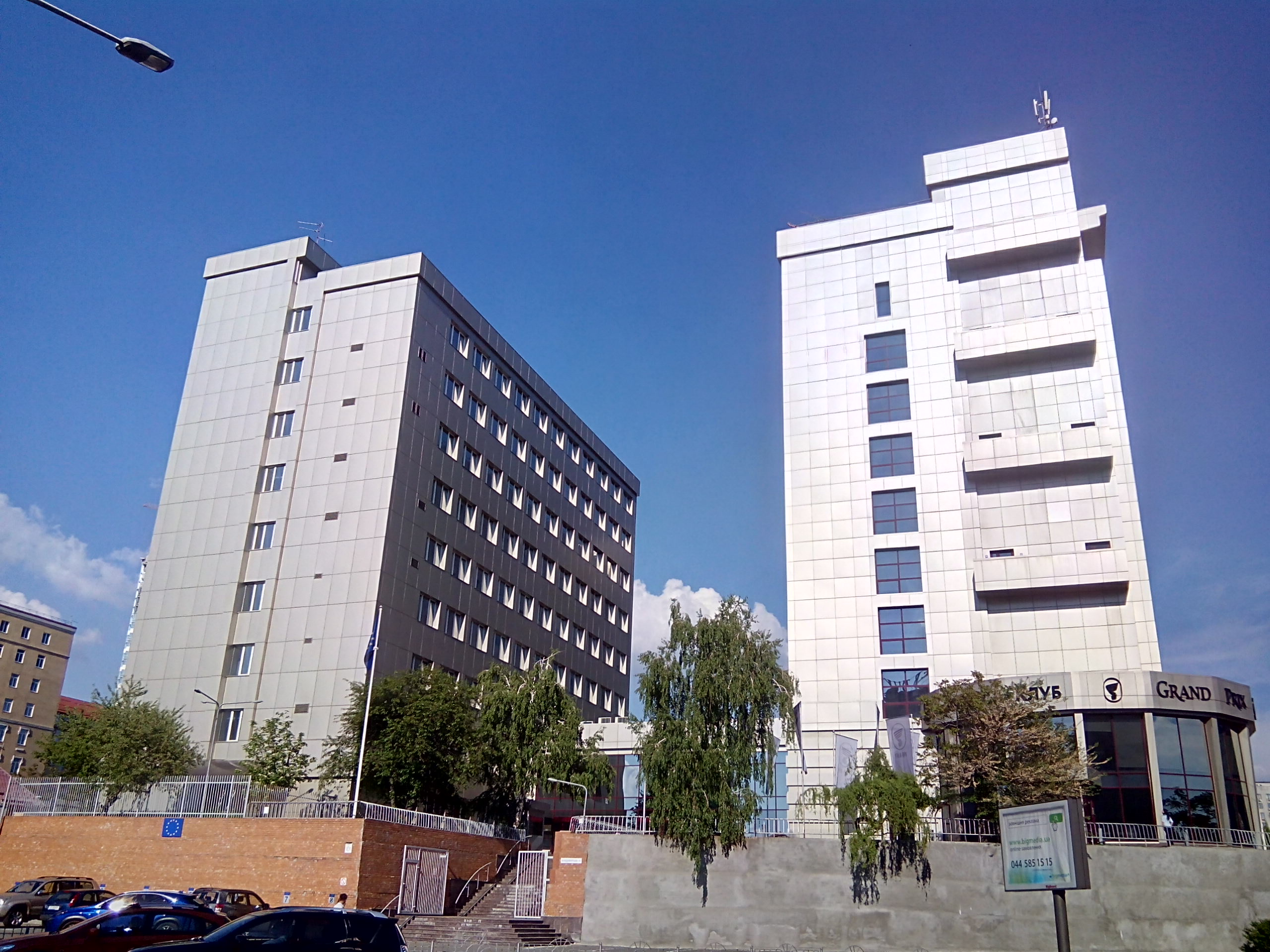
Gebäude der Delegation der Europäischen Union für die Ukraine in Kiew

Die Delegation der Europäischen Union für die Ukraine (ukrainisch Представництво Європейського Союзу в Україні) ist die Vertretung der Europäischen Union in der Ukraine und besitzt den Status einer diplomatischen Mission. Sie vertritt offiziell die Europäische Union in der Ukraine und befindet sich in der ukrainischen Hauptstadt Kiew.

## Geschichte
Im September 1993 wurde die Delegation der Europäischen Kommission in der Ukraine in der Kruhlouniwersytetska-Straße (Круглоуніверситетська вулиця) Nr. 10 in Kiew eröffnet. Nachdem am 1. Dezember 2009 der Vertrag von Lissabon in Kraft trat, wurde die Kommission zur Delegation der Europäischen Union in der Ukraine umgewandelt. Im Jahr 2013 wurde die Mission in ein Gebäude in der Wolodymyrska-Straße Nr. 101 verlegt.

## Aufgaben
Das Mandat der Delegation beinhaltet unter anderem:
- Die Förderung der politischen und wirtschaftlichen Beziehungen zwischen der Ukraine und der EU
- Die Überwachung der Umsetzung des zwischen der EU und der Ukraine abgeschlossenen Partnerschafts- und Kooperationsabkommen
- Die Information über die Europäischen Entwicklung und die Begründung der EU-Politik gegenüber der ukrainischen Öffentlichkeit
- Die Unterstützung der Umsetzung von Hilfsprogrammen der EU für die Ukraine

## Botschafter
| Amtsinhaber                | Heimatstaat            | Amtszeit  |
| -------------------------- | ---------------------- | --------- |
| Ian Tindall Boag           | Vereinigtes Königreich | 2004–2008 |
| Jose Manuel Pinto Teixeira | Portugal               | 2008–2012 |
| Jan Tombiński              | Polen                  | 2012–2016 |
| Hugues Mingarelli          | Frankreich             | 2016–2019 |
| Matti Maasikas             | Estland                | 2019–2023 |
| Katarína Mathernová        | Slowakei               | seit 2023 |